# John Logan Campbell
ir John Logan Campbell (3 de novembro de 1817 - 22 de junho de 1912) foi uma figura pública neozelandesa.
John Logan Campbell nasceu em Edimburgo, Escócia, em 3 de novembro de 1817, filho do cirurgião de Edimburgo John Campbell e sua esposa Catherine e neto do terceiro baronete do Castelo de Aberuchil e Kilbryde.

## Migração para a Nova Zelândia
Em 1840, Campbell chegou à Nova Zelândia, chegando primeiro em Coromandel e daí para a capital da Nova Zelândia, Auckland, que havia sido fundada pelo governador William Hobson. Campbell e William Brown (um advogado escocês) que chegaram ao mesmo tempo, foram os primeiros europeus a se estabelecer na área.